# Endurance-Kliffs
Die Endurance-Kliffs sind eine Abfolge von steiler, nach Osten gerichteter Kliffs im Australischen Antarktisterritorium. Sie ragen zwischen dem Mount Summerson und dem Mount Albright im südlichen Abschnitt der Geologists Range im Transantarktischen Gebirge auf.
Die Nordgruppe der von 1961 bis 1962 durchgeführten Kampagne der New Zealand Geological Survey Antarctic Expedition kartierte sie. Sie benannte die Kliffs nach dem Forschungsschiff Endurance des britischen Polarforschers Ernest Shackleton benannte, das dieser bei seiner Endurance-Expedition (1914–1916) einsetzte.